# 저니 비하인드 더 폴스

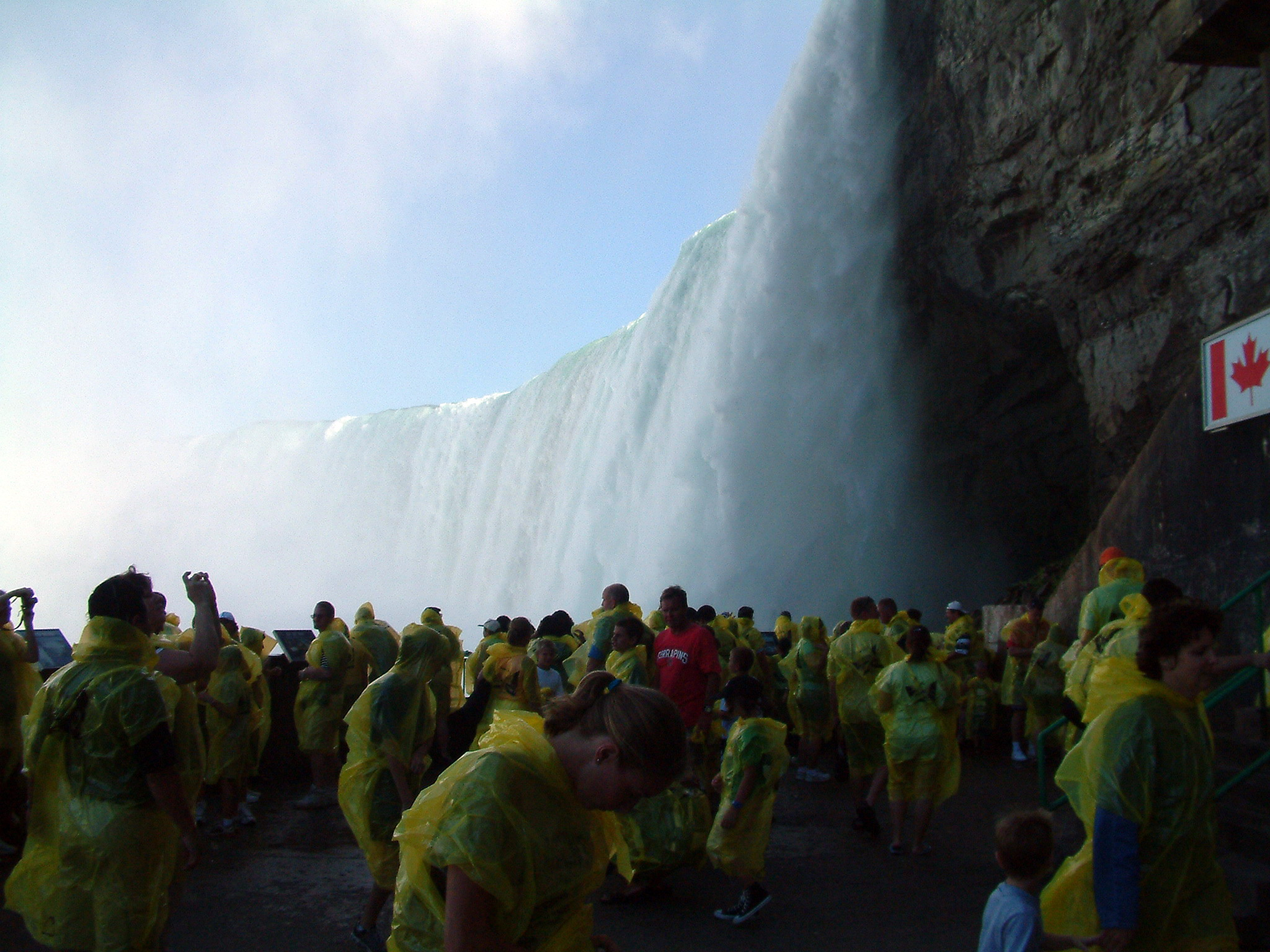
저니 비하인드 더 폴스

저니 비하인드 더 폴스(Journey Behind the Falls)는 호스슈 폭포와 테이블 록 센터 사이에 위치한 나이아가라 폭포를 가까이서 볼 수 있는 곳이다. 캐나다 온타리오의 나이아가라폴스에 있다. 미리 우비를 주며, 나가서 볼 경우 착용해야한다.